# Toxocara
Genre

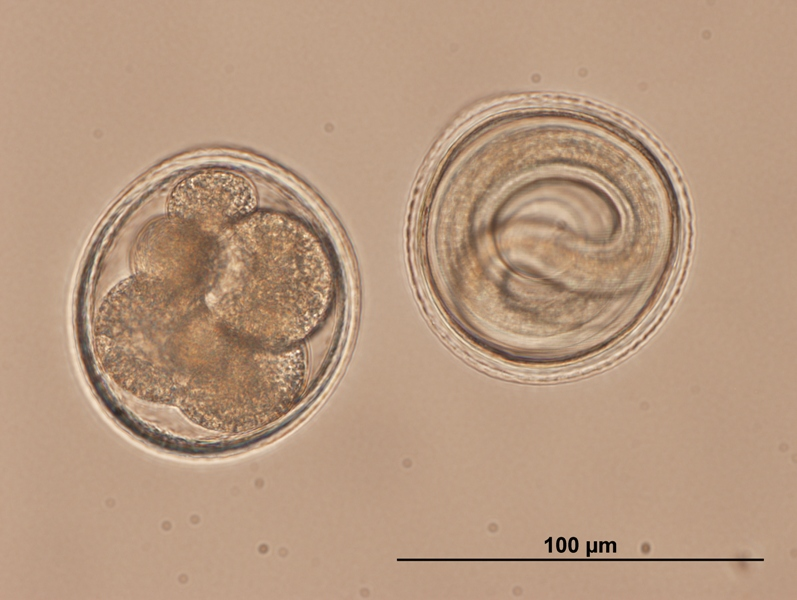
œuf et embryon de Toxocara

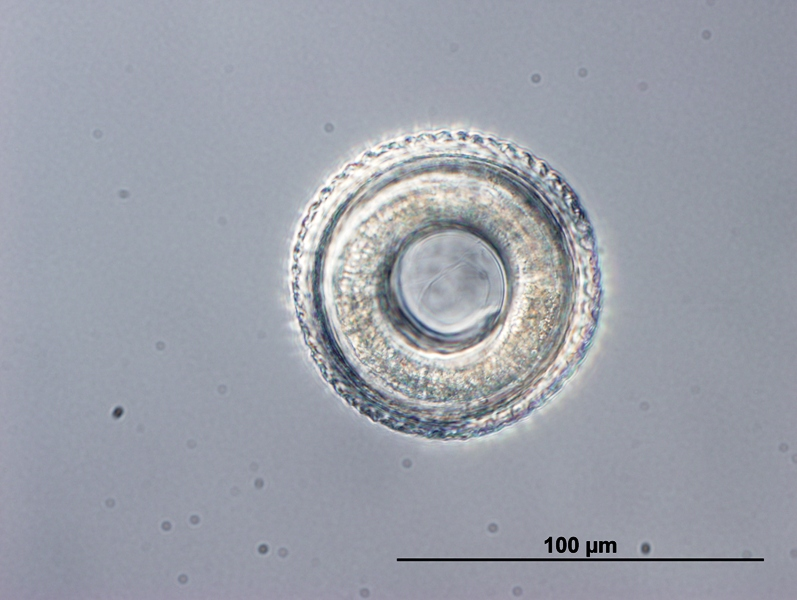
Larve de Toxocara

Toxocara est un genre de nématodes (les nématodes sont un embranchement de vers non segmentés, recouverts d'une épaisse cuticule et menant une vie libre ou parasitaire) et de la famille des Toxocaridae.

## Liste des espèces
Selon Catalogue of Life (27 décembre 2024) :
- Toxocara canis (Werner, 1782)
- Toxocara cati (Schrank, 1788)
- Toxocara genettae Warren, 1972
- Toxocara mystax (Zeder, 1800)
- Toxocara vitulorum (Goeze, 1782)